# Leo White (judista)
Leonard White, Jr. (* 3. listopadu 1957 Monterey, Kalifornie) je bývalý americký zápasník–judista.

## Sportovní kariéra
A judem začínal v rodném Monterey ve státu Kalifornie. V americké reprezentaci se pohyboval od roku 1976 v polotěžké váze do 95 kg. V roce 1980 ukončil studia na vysoké škole v Williamsburgu v Kentucky a vstoupil do armády. Jako poručík námořní pěchoty Spojených států v roce 1984 vybojoval nominaci na domácí olympijské hry v Los Angeles. V úvodním kole způsobil jedno z největších překvapení olympijského turnaje v judu, když zátočkou (soto-makikomi) vyřadil obhájce zlaté olympijské medaile Belgičana Robert Van de Walleho. Dobře začatý turnaj však nedotáhl do konce, ve čtvrtfinále prohrál s Islanďanem Bjarni Friðrikssonem.
V roce 1988 prohrál účast na olympijské hry v Soulu v americké olympijské nominaci s Robertem Berlandem.
V roce 1992 vybojoval ve svých 34 letech nominaci na olympijské hry v Barceloně. Ve druhém kole vyřadil zátočkou úřadujícího mistra světa a Evropy Francouze Stéphana Traineau, v dalším kole však nestačil na Nizozemce Theo Meijera. Sportovní kariéru ukončil na začátku dvacátého prvního století. Žije v Atlantě a věnuje se trenérské práci.

## Výsledky
| Turnaj                  | 1976           | 1977           | 1978           | 1979           | 1980           | 1981           | 1982           | 1983           | 1984           | 1985           | 1986           | 1987           | 1988           | 1989           | 1990           | 1991           | 1992           |
| Turnaj                  | 19             | 20             | 21             | 22             | 23             | 24             | 25             | 26             | 27             | 28             | 29             | 30             | 31             | 32             | 33             | 34             | 35             |
| Turnaj                  | polotěžká váha | polotěžká váha | polotěžká váha | polotěžká váha | polotěžká váha | polotěžká váha | polotěžká váha | polotěžká váha | polotěžká váha | polotěžká váha | polotěžká váha | polotěžká váha | polotěžká váha | polotěžká váha | polotěžká váha | polotěžká váha | polotěžká váha |
| ----------------------- | -------------- | -------------- | -------------- | -------------- | -------------- | -------------- | -------------- | -------------- | -------------- | -------------- | -------------- | -------------- | -------------- | -------------- | -------------- | -------------- | -------------- |
| Olympijské hry          | —              |                |                |                | —              |                |                |                | úč.            |                |                |                | —              |                |                |                | úč.            |
| Mistrovství světa       |                |                |                | —              |                | —              |                | —              |                | —              |                | úč.            |                | —              |                | úč.            |                |
| Panamerické hry         |                |                |                | 3.             |                |                |                | 3.             |                |                |                | 3.             |                |                |                | 2.             |                |
| Panamerické mistrovství | 2.             |                | —              |                | —              |                | —              |                | —              | —              | —              |                | 3.             |                | 3.             |                | —              |